# Acacia spondylophylla
Acacia spondylophylla är en ärtväxtart som beskrevs av Ferdinand von Mueller. Acacia spondylophylla ingår i släktet akacior, och familjen ärtväxter. Inga underarter finns listade i Catalogue of Life.